# バレンツ (エリトリア)
バレンツ（ティグリニャ語: ባረንቱ,英語: Barentu) は、エリトリア・ガシュ・バルカ地方の州都でありバレンツ地区の行政府所在地でもある。別名・Mai Tsada。人口20,968人（2005年推計）旧州都のアゴルダトの南側に位置する。主にナイル系クナマ人が居住している。バレンツはこの地方の鉱業及び農業施設の中心である。エチオピア・エリトリア国境紛争のバレンツ包囲（1978年）で市街は要塞化され激戦地となり、戦闘では深刻な被害を受けたが、現在は復興中である。北緯15度06分50秒、東経37度35分34秒。標高1032mの高地にある。

## 外部リンク

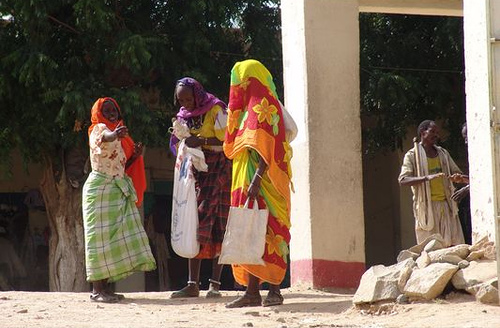
バレンツの女性

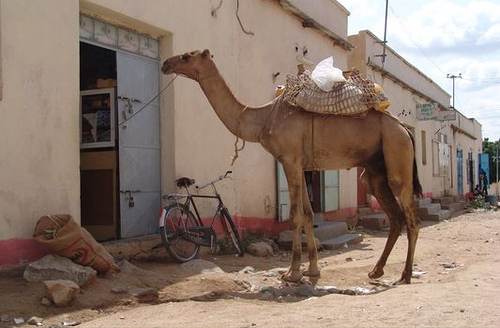
バレンツで移動・運搬手段として使われているラクダ